# روابط اوکراین و ایران

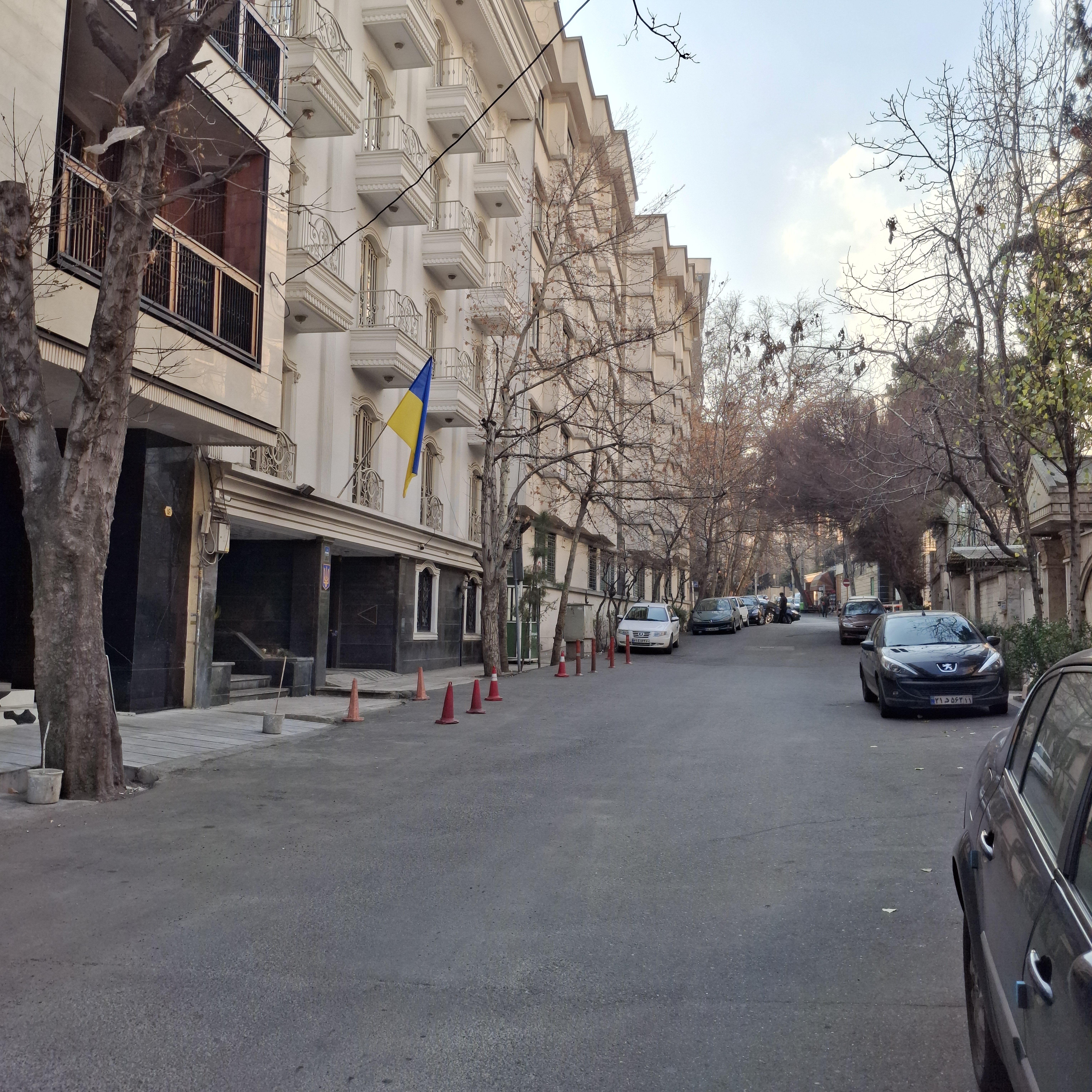
سفارت اوکراین در تهران

روابط ایران و اوکراین، در تاریخ ۲۵ دسامبر ۱۹۹۱ جمهوری اسلامی ایران استقلال اوکراین را به رسمیت شناخت. در ژانویهٔ ۱۹۹۲ نخستین دیدار رسمی، به دعوت آناتولی زلنکو، وزیر امور خارجهٔ اوکراین و با سفر علی اکبر ولایتی، وزیر امور خارجهٔ جمهوری اسلامی ایران به اوکراین صورت پذیرفت. طی این دیدار، پروتکل برقراری روابط دیپلماتیک بین دو کشور در تاریخ ۲۲ ژانویهٔ ۱۹۹۲ به امضاء رسید. سفارت اوکراین در جمهوری اسلامی ایران فعالیت خود را در اکتبر ۱۹۹۲ آغاز نمود.
مناسبات جمهوری اسلامی ایران و اوکراین بعد از استقلال اوکراین از اتحاد پیشین جماهیر شوروی در گذر زمان، به دلیل حاکمیت روس‌گراها یا غرب‌گراها در دوره‌های مختلف با فراز و نشیب‌هایی همراه بوده‌است.
در پنجمین و ششمین اجلاس کمیسیون مشترک همکاری‌های اقتصادی و تجاری دو کشور که به ترتیب در اسفندماه ۱۳۹۴ در تهران و اسفندماه ۱۳۹۵ در کی‌یف برگزار شد، در حوزه‌های کشاورزی، سرمایه‌گذاری، مالی، بانکی، تجاری و بازرگانی، گمرکی، صنعتی و معدنی، نفت‌وگاز و پتروشیمی، حمل‌ونقل و گردشگری تفاهمات خوبی به عمل آمد و کارگروه‌هایی برای بررسی موضوعات به منظور همکاری مشترک بین دو کشور تعیین شده و کار خود را آغاز کردند.
در هجدهم دی‌ماه ۱۳۹۸ حملهٔ موشکی پدافند تور سپاه پاسداران انقلاب اسلامی به پرواز شماره ۷۵۲ هواپیمایی بین‌المللی اوکراین کشته شدن ۱۷۶ سرنشین هواپیما در این سانحهٔ هوایی روابط بین نظام جمهوری اسلامی ایران و دولت اوکراین را سست و بی‌اعتمادانه کرد.

## روزشمار رویدادهای سیاسی
۲۲ فوریه ۱۹۹۲ - دیدار وزیر امور خارجه جمهوری اسلامی ایران از اوکراین.
۲۹–۲۸ ژانویه ۱۹۹۲- دیدار وزیر نفت جمهوری اسلامی ایران ازاوکراین.
۲۶ مه ۱۹۹۲ – ۲۵ - دیدار رئیس‌جمهور اوکراین از ایران.
۱۲٫۰۲٫۱۹۹۳–۱۰ - دیدار وزیرنفت جمهوری اسلامی ایران از اوکراین.
۱۴٫۰۵٫۱۹۹۳–۱۰ - دیدار رئیس مجلس اوکراین از ایران.
۱۸–۱۷ آوریل ۱۹۹۴ - دیدار وزیر امور خارجه اوکراین از ایران.
۰۸–۰۵ دسامبر ۱۹۹۴ - دیدار رئیس مجلس شورای اسلامی جمهوری اسلامی ایران از اوکراین.
۰۹–۰۸ آوریل ۱۹۹۵ - دیدار وزیر امور خارجه اوکراین از ایران.
۰۵–۰۴ مارس ۱۹۹۶ - دیدار وزیر امور خارجه جمهوری اسلامی ایران از اوکراین.
۱۳–۱۲ مه ۱۹۹۶ - دیدار معاون اول نخست‌وزیر اوکراین از ایران.
۲۴–۱۹ مه ۱۹۹۶ - دیدار معاون نخست‌وزیر اوکراین از ایران.
۲۳–۱۹ مه ۱۹۹۶ – اولین جلسه مشترک کمیسیون مشترک اقتصادی و بازرگانی بین دولتی اوکراین و ایران در تهران.
۲۷–۲۴ ژوئن ۱۹۹۶ - دیدار وزیر امور خارجه جمهوری اسلامی ایران از اوکراین.
۰۹–۰۲ فوریه ۱۹۹۷ – دیدار وزیر صنایع و معادن جمهوری اسلامی ایران از اوکراین.
۱۰–۰۸ ژوئن ۱۹۹۷ – دیدار وزیر امور خارجه جمهوری اسلامی ایران از اوکراین.
۲۱–۲۰ دسامبر ۱۹۹۹ - دیدار وزیر امور خارجه اوکراین از ایران.
۲۹–۲۸ اوت ۲۰۰۰ - دومین جلسه مشترک کمیسیون مشترک اقتصادی و بازرگانی بین دولتی اوکراین وایران در کی یف.
۳۱–۳۰ ژانویه ۲۰۰۱ – دیدار وزیر امور خارجه جمهوری اسلامی ایران از اوکراین.
۰۷–۰۶ فوریه ۲۰۰۱ - دیدار نخست‌وزیر اوکراین از ایران.
۲۷–۲۶ فوریه ۲۰۰۱ - دیدار رئیس مجلس اوکراین از ایران.
۱۲–۱۱ دسامبر ۲۰۰۱ - دیدار وزیر امور خارجه اوکراین از ایران.
۲۲–۲۰ مه ۲۰۰۲ - دیدار معاون اول نخست‌وزیر اوکراین از ایران.
۲۲–۲۰ مه ۲۰۰۲ - سومین جلسه مشترکک میسیون مشترک اقتصادی و بازرگانی بین دولتی اوکراین و ایران در تهران.
۱۶–۱۵ اکتبر ۲۰۰۲- دیدار رئیس‌جمهور جمهوری اسلامی ایران از اوکراین.
۱۹–۱۸ ژوئیه ۲۰۰۳ - دیدار وزیر امور خارجه اوکراین از ایران.
۱۷–۱۵ اکتبر ۲۰۰۳ - دیدار رئیس مجلس شورای اسلامی جمهوری اسلامی ایران از اوکراین.
ژانویه ۲۰۰۴ میلادی - دیدار رئیس کمیته دولتی تلویزیون و رادیوی اوکراین از ایران.
۰۴–۰۳ فوریه ۲۰۰۴ - دیدار وزیر امور خارجه جمهوری اسلامی ایران از اوکراین.
مارس ۲۰۰۴ میلادی - دیدار وزیر علوم، تحقیقات و فناوری جمهوری اسلامی ایران از اوکراین.
آوریل ۲۰۰۴ میلادی - دیدار وزیر فرهنگ و ارشاد اسلامی جمهوری اسلامی ایران از اوکراین.
۱۳–۱۰ مه ۲۰۰۴ - دیدار وزیر دادگستری اوکراین از ایران.
۲۷–۲۴ مه ۲۰۰۴ - چهارمین نشست مشترک کمیسیون مشترک اقتصادی و بازرگانی بین دولتی اوکراین و ایران در کی یف.
نوامبر ۲۰۰۴ میلادی - دومین جلسه کمیسیون حمل و نقل در کی یف.
مارس ۲۰۰۵ میلادی –اولین جلسه کمیته انرژی در کی یف.
۱۳–۱۱ ژوئیه ۲۰۰۵ - دیدار دبیر شورای امنیت ملی و دفاع اوکراین از ایران.
سپتامبر ۲۰۰۶ میلادی - دیدار وزرای امور خارجه اوکراین و ایران هنگام اجلاس مجمع عمومی سازمان ملل متحد.
اکتبر ۲۰۰۶ میلادی - دومین جلسه کمیته نظام تجاری در کی یف.
۱۸–۱۷ نوامبر ۲۰۰۷ – سومین جلسه کمیته نظام تجاری در تهران.
۲۰ فوریه ۲۰۰۸ - دیدار معاون نخست‌وزیر اوکراین با وزیر امورخارجه ایران در تفلیس درمراسم تحلیف رئیس‌جمهور گرجستان.
سپتامبر ۲۰۱۰ میلادی - دیدار هیئت نمایندگی تلویزیون ملی اوکراین به سرپرستی آقای بِنکندورف، رئیس کل تلویزیون ملی اوکراین.
۱۱ ژوئیه ۲۰۱۱ – رایزنی اوکراین و ایران در سطح روسای اداره‌های کل سیاسی وزارتخانه‌های امور خارجه اوکراین و جمهوری اسلامی ایران در کی یف.
۲۶–۲۵ ژوئن ۲۰۱۱ - شرکت آ. گریشنکو، رئیس کمیته امنیت ملی و دفاع مجلس اوکراین در کنفرانس بین‌المللی " دنیای عاری از تروریسم " در تهران.
۱۴–۱۰ ژوئیه ۲۰۱۱ - دیدار هیئت نمایندگی مجلس اوکراین به سرپرستی تومنکو، نایب رئیس مجلس اوکراین.
۱۳–۱۲ دسامبر ۲۰۱۱ - رایزنی در سطح روسای اداره کل امور ارضی در وزارت امور خارجه اوکراین.
۰۵–۰۴ مه ۲۰۱۲ - دیدار م. کولینیاک، وزیر فرهنگ اوکراین از جمهوری اسلامی ایران.
۸ ژوئیه ۲۰۱۲ - دیدار تشریفاتی گریشنکو، وزیر امور خارجه اوکراین با ب. کمالوندی معاون وزیر امور خارجه ایران در کیف.
آوریل ۲۰۱۳- دیدار س. خلیلیان وزیر جهاد کشاورزی جمهوری اسلامی ایران از اوکراین.
۰۵–۰۳ اوت ۲۰۱۳- شرکت هیئت اوکراینی متشکل از معاون نخست‌وزیر اوکراین و وزیر سیاستگذاری‌های کشاورزی و مواد غذایی اوکراین در مراسم تحلیف ح. روحانی رئیس‌جمهور جمهوری اسلامی ایران.
فوریه ۲۰۱۴- ملاقات وزرای امور خارجه اوکراین و جمهوری اسلامی ایران در حاشیه پنجاهمین کنفرانس امنیتی مونیخ.
سپتامبر ۲۰۱۴- ملاقات وزرای امور خارجه اوکراین و جمهوری اسلامی ایران، آقایان کلیمکین و ظریف، در حاشیه شصت و نهمین اجلاس مجمع عمومی سازمان ملل متحد.
۱۲٫۰۲٫۲۰۱۶- ملاقات وزرای امور خارجه اوکراین و جمهوری اسلامی ایران، آقایان کلیمکین و ظریف، در حاشیه کنفرانس امنیتی مونیخ.
۰۸–۰۷ مارس ۲۰۱۶- دیدار هیئت اوکراینی به ریاست گ.گ. زوبکو معاون نخست‌وزیر و وزیر توسعه منطقه ای، ساخت و ساز و خدمات اجتماعی اوکراین از جمهوری اسلامی ایران جهت شرکت در پنجمین نشست کمیسیون بین دولتی همکاری‌های اقتصادی – تجاری اوکراین و جمهوری اسلامی ایران.
۳۰–۲۹ مه ۲۰۱۶- دیدار پ. کلیمکین وزیر امور خارجه اوکراین از جمهوری اسلامی ایران. وزیر امور خارجه اوکراین در این سفر با ح. روحانی رئیس‌جمهور ایران، م. ظریف وزیر امور خارجه ایران، ع. لاریجانی رئیس مجلس شورای اسلامی جمهوری اسلامی ایران، دیدار نمود.
۳۱ ژوئیه لغایت ۰۲ اوت ۲۰۱۶- دیدار ای.س. ناسالیک وزیر انرژی و صنعت زغال سنگ اوکراین از جمهوری اسلامی ایران.
۰۷–۰۶ اوت ۲۰۱۶- رایزنی اوکراین و جمهوری اسلامی ایران در امور کنسولی – حقوقی میان روسای بخش کنسولی وزارتخانه‌های امور خارجه اوکراین و جمهوری اسلامی ایران.
۲۰٫۰۹٫۲۰۱۶- دیدار ا.م. نیشوک وزیر فرهنگ اوکراین با ع.جنتی وزیر فرهنگ و ارشاد اسلامی جمهوری اسلامی ایران در حاشیه EXPO «جاده ابریشم فرهنگی» در چین.
۲۷–۲۶ اکتبر ۲۰۱۶- رایزنی سیاسی در سطح معاونین وزرای امور خارجه اوکراین و جمهوری اسلامی ایران در کی یف.
۱۸٫۰۲٫۲۰۱۷- ملاقات وزرای امور خارجه اوکراین و جمهوری اسلامی ایران، آقایان کلیمکین و ظریف، در حاشیه پنجاه و سومین کنفرانس امنیتی مونیخ.
۰۹–۱۰٫۰۳٫۲۰۱۷ – ششمین نشست مشترک کمیسیون مشترک اقتصادی و بازرگانی بین دولتی اوکراین و ایران در کی یف.
۵ سپتامبر ۲۰۱۷ – سفر به ایران هیئت اوکراین به ریاست معاون اول نخست‌وزیر اوکراین - وزیر توسعه اقتصادی و تجارت اوکراین استپان کوبیو جهت شرکت در مراسم تحلیف رئیس‌جمهور ایران.
۱۳ دسامبر ۲۰۱۷ - دیدار معاون اول نخست‌وزیر اوکراین - وزیر توسعه اقتصادی و تجارت اوکراین استپان کوبیو با رئیس کمیسیون امنیت ملی و سیاست خارجی مجلس شورای اسلامی جمهوری اسلامی ایران علاءالدین بروجردی در کییف.
۱۴ دسامبر ۲۰۱۷ – دیدار وزیر امور خارجه اوکراین پاولو کلیمکین با رئیس کمیسیون امنیت ملی و سیاست خارجی مجلس شورای اسلامی جمهوری اسلامی ایران علاءالدین بروجردی در کییف.
۲۰ فوریه ۲۰۲۰ - بازدید به اوکراین به عنوان نماینده ویژه رئیس‌جمهوری اسلامی ایران، وزیر راه و شهرسازی ایران خناب آقای اسلامی. در طی این بازدید خناب آقای اسلامی با رئیس‌جمهور اوکراین خناب آقای زلنسکی، وزیر امور خارجه خناب آقای پریستایکو و وزیر زیرساخت خناب آقای کریکلی جلسه ای برگزار کرد.
۱۵–۱۷ مارس ۲۰۲۰ - بازدید کاری دبیر شورای امنیت ملی و دفاع اوکراین خناب آقای دانیلوف به جمهوری اسلامی ایران به دعوت دبیر شورای عالی امنیت ملی ایران خناب آقای علی شمخانی برای مذاکرات در مورد مسائل مربوط به سقوط هواپیمای اوکراین که ۲۰٫۰۸٫۰۲۰ اتفاق افتاد.
۳۰ ژوئیه ۲۰۲۰، اولین دور گفتگو در مورد مسائل مربوط به سقوط هواپیمای UIA PS572، که در نزدیکی تهران در ۸ ژانویه سال ۲۰۲۰ اتفاق افتاد، در کیف برگزار شد. هیئت ایرانی به عهده معاون وزیر امور خارجه ایران در امور حقوق بین‌الملل، خناب آقای بهاروند بود. از طرف اوکراین، تیم مذاکره کننده توسط معاون وزیر امور خارجه اوکراین خناب آقای ینین هدایت می‌شد.
در تاریخ ۱۹ تا ۲۰ اکتبر سال ۲۰۲۰، دور دوم مذاکرات در مورد مسائل مربوط به سقوط هواپیمای UIA PS572، که در نزدیکی تهران در ۸ ژانویه ۲۰۲۰ اتفاق افتاد، در تهران برگزار شد. هیئت اوکراینی توسط معاون وزیر امور خارجه اوکراین خناب آقای ینین هدایت می‌شد. از طرف ایرانی، تیم مذاکره کننده توسط معاون وزیر امور خارجه جمهوری اسلامی ایران در امور بین‌الملل خناب آقای بهاروند اداره می‌شد.
در ۱۹ اکتبر ۲۰۲۰، مذاکرات سیاسی بین اوکراین و ایران در تهران برگزار شد.
هیئت اوکراینی توسط معاون وزیر امور خارجه اوکراین خناب آقای ینین هدایت می‌شد. در طرف ایرانی، تیم مذاکره کننده توسط معاون وزیر امور خارجه جمهوری اسلامی ایران خناب آقای ینین عراقچی هدایت می‌شد.

## افکار عمومی
به‌ دنبال تهاجم روسیه به اوکراین، نگرش عمومی مردم اوکراین نسبت به ایران تغییر کرد. یک نظرسنجی که بین ماه فوریه تا مارس ۲۰۲۳ توسط مرکز رازومکوف انجام شد، نشان داد که ۷۳/۵ درصد از اوکراینی‌ها نسبت به ایران دیدگاهی منفی داشتند.